# News of the World (Album)
News of the World ist das sechste Studioalbum der britischen Rockband Queen. Es erschien im Oktober 1977 und enthält mit We Are the Champions und We Will Rock You zwei der bekanntesten Stücke der Gruppe.

## Entstehung und Veröffentlichung
Die Aufnahmen fanden zwischen Juli und September 1977 in London statt. Geschrieben und produziert wurden die Lieder von den Queen-Mitgliedern John Deacon, Brian May, Freddie Mercury und Roger Taylor. Erstmals waren Schlagzeuger Taylor und Bassist Deacon mit jeweils zwei Songs auf einem Queen-Album vertreten. Es ist zudem, mit Ausnahme des Soundtracks Flash Gordon, das einzige Studioalbum von Queen, auf dem May mit mehr Stücken vertreten ist als Mercury. Mit Sheer Heart Attack enthält es den nachgereichten Titeltrack des drei Jahre zuvor erschienenen gleichnamigen Albums.
Die Erstveröffentlichung von News of the World erfolgte am 28. Oktober 1977 bei EMI. In den Vereinigten Staaten erschien das Album bei Elektra Records. Es erschien zunächst als 8-Spur-Kassette (Katalognummer: 8X-EMA 784), LP (Katalognummer: 064-60 033) und MC (Katalognummer: 264-60 033) mit elf Titeln. Am 5. März 1991 folgte eine CD bei Hollywood Records (Katalognummer: 61037-2). Am 22. Juni 2011 erschien eine „40th Anniversary Limited Edition“ als CD und Download bei Island Records. Diese beinhaltete eine Bonus-EP mit fünf Liveaufnahmen (Katalognummer: UICY-75045/6). Im November 2017 wurde diese erneut als Boxset aufgelegt. Anstatt der Bonus-EP gab es eine zusätzliche CD mit Remixen und eine weitere mit Liveaufnahmen und Instrumentals (Katalognummer: 00602557842678).

## Artwork
Das markante Plattencover, auf dem ein überdimensionaler Roboter die Bandmitglieder mit seinen Händen zerquetscht, wurde von Frank Kelly Freas gestaltet. Es basiert auf einem Gemälde, das Freas 1953 für das Titelbild der Zeitschrift Astounding Science Fiction zur Illustration der Geschichte The Gulf Between angefertigt hatte. Jahre später hatte es Roger Taylor zu Gesicht bekommen und daraus die Idee zur Gestaltung des Covers entwickelt.

## Titelliste
Seite 1
1. We Will Rock You (May) – 2:01
2. We Are the Champions (Mercury) – 3:00
3. Sheer Heart Attack (Taylor) – 3:24
4. All Dead, All Dead (May) – 3:10
5. Spread Your Wings (Deacon) – 4:36
6. Fight from the Inside (Taylor) – 3:02

Seite 2
1. Get Down, Make Love (Mercury) – 3:51
2. Sleeping on the Sidewalk (May) – 3:05
3. Who Needs You (Deacon) – 3:07
4. It’s Late (May) – 6:26
5. My Melancholy Blues (Mercury) – 3:33

## Alternative Versionen der Lieder
BBC-Versionen (6. BBC-Session von Queen, aufgenommen am 28. Oktober 1977, produziert von Jeff Griffin, gesendet am 14. November 1977 in der John Peel Show):
- Spread Your Wings
- It’s Late (inkl. Zitate aus Get Down, Make Love)
- My Melancholy Blues
- We Will Rock You
- We Will Rock You (schnelle Fassung)

Single-Edit:
- It’s Late (1978)

Neueinspielungen ohne Mercury und Deacon:
- We Will Rock You (mit Five, 2000)
- We Are the Champions (mit Robbie Williams, 2001, aus dem Album Music from the Motion Picture A Knight’s Tale)
- We Will Rock You (mit John Farnham, 2003)

Remixe (von Hollywood Records):
- We Will Rock You (‚1991 Bonus Remix Ruined by Rick Rubin‘ mit Beteiligung von Flea und Chad Smith von den Red Hot Chili Peppers)
- We Will Rock You – sechs weitere Remixe von Rubin (1991)
- We Are the Champions (remixt von Rick Rubin, 1991)

Coverversionen inkl. Queen-Samples:
- Get Down, Make Love in der Interpretation von Trent Reznors Band Nine Inch Nails (Single Sin, 1990) enthält Samples aus der Original-Fassung des Stücks (sowie aus We Will Rock You).
- Spread Your Wings von Blind Guardian als Bonus-Track auf dem Album Somewhere Far Beyond (1992)

Live spielten Queen acht der insgesamt elf Lieder des Albums: We Will Rock You (langsame und schnelle Version) – We Are the Champions – Sheer Heart Attack – Spread Your Wings – Get Down, Make Love – Sleeping on the Sidewalk (ein Mal) – It’s Late – My Melancholy Blues.

## Rezensionen
Record Mirror (Großbritannien), 1977: „This is Queen stripped down to almost basics. The track ‚Sheer Heart Attack‘ is a Queen attempt at new wave, a classy version of the Sex Pistols with some very heavy lyrics. It’s not a bad album by any means, but it could have been better.“
Sounds (Großbritannien), 1977: „Aw, Queen, why did you do this to us? Why doesn’t this album say ‚No Synthesisers‘? Side one is foreboding, side two much better after a disillusioning beginning with ‚Get Down Make Love‘ ... but how nice of Queen to finish so exquisitely with ‚My Melancholy Blues‘. Sweet fantasy.“
Daily Mirror (Großbritannien), 1977: „In many ways this is the most intriguing Queen album since their finest, Sheer Heart Attack. Whether all the obvious tension within the band will spur them on to greater things, or simply pull them apart, remains to be seen.“
The Washington Post (USA), 1977: „Queen’s sixth album, ‚News of the World,‘ reveals another facet of the group’s musical identity. This album represents a departure from the usual Queen flamboyance and dynamism of musical effects (...) Less flamboyance, less implicit drama, less operatic overtones characterize this album; more understatement (...), more experimentation in the range between hard and soft rock, more intelligence and moderation of conception. (...) An unavoidable impression after listening to ‚News of the World‘ is the influence of the Beatles, especially their ‚White Album,‘ on the collective unconscious of Queen. (...) Because of Queen’s liberal absorption of musical styles and themes over the last 10 years, it is difficult to pinpoint what individualizes their personal style. But if we can isolate their most distinguishing characteristic, it is a heavy metal bass line – heavy on guitar and drums – which both support and play against a multi-voiced melodic line. A case in point is the first cut of the album, ‚We Will Rock You,‘ which has a marvelously primitive, ritualistic, tribal quality to it. The loud throbbing beat with its Dianysian overtones, the insistent claping, the ostinato bass which enters as the only melodic acompaniment late in the song, all build repetitively, setting up rhythmic circuits charged with energy. That energy is further underscored by the challenging, hostile, rebellious lyrics: (...)“

## Singleauskopplungen
| Jahr | Titel                | Höchstplatzierung, Gesamtwochen/‑monate, AuszeichnungChartplatzierungen (Jahr, Titel, , Platzierungen, Wochen/Monate, Auszeichnungen, Anmerkungen) | Höchstplatzierung, Gesamtwochen/‑monate, AuszeichnungChartplatzierungen (Jahr, Titel, , Platzierungen, Wochen/Monate, Auszeichnungen, Anmerkungen) | Höchstplatzierung, Gesamtwochen/‑monate, AuszeichnungChartplatzierungen (Jahr, Titel, , Platzierungen, Wochen/Monate, Auszeichnungen, Anmerkungen) | Höchstplatzierung, Gesamtwochen/‑monate, AuszeichnungChartplatzierungen (Jahr, Titel, , Platzierungen, Wochen/Monate, Auszeichnungen, Anmerkungen) | Höchstplatzierung, Gesamtwochen/‑monate, AuszeichnungChartplatzierungen (Jahr, Titel, , Platzierungen, Wochen/Monate, Auszeichnungen, Anmerkungen) | Anmerkungen                                                 |
| Jahr | Titel                | DE | AT | CH | UK | US | Anmerkungen                                                 |
| ---- | -------------------- | --- | --- | --- | --- | --- | ----------------------------------------------------------- |
| 1977 | We Are the Champions | DE13 Platin · (35 Wo.)DE | AT12 (6 Mt.)AT | — | UK2 Platin · (12 Wo.)UK | US4 ×4Platin + Vierfachplatin (Digital) · (41 Wo.)US                                                                                               | Erstveröffentlichung: 7. Oktober 1977 Verkäufe: + 7.605.000 |
| 1977 | We Will Rock You     | DE69 Platin · (11 Wo.)DE | — | CH49 (13 Wo.)CH | UK— ×2DoppelplatinUK | US— ×6SechsfachplatinUS | Erstveröffentlichung: 7. Oktober 1977 Verkäufe: + 9.140.000 |
| 1978 | Spread Your Wings    | DE29 (7 Wo.)DE | — | — | UK34 (4 Wo.)UK | — | Erstveröffentlichung: 10. Februar 1978                      |
| 1978 | It’s Late            | — | — | — | — | US74 (5 Wo.)US | Erstveröffentlichung: 25. April 1978                        |

## Kommerzieller Erfolg

### Chartplatzierungen
| ChartsChartplatzierungen       | Höchstplatzierung | Wochen/ Monate |
| ------------------------------ | ----------------- | -------------- |
| Deutschland (GfK)              | 7 (25 Wo.)        | 25 Wo.         |
| Österreich (Ö3)                | 9 (7 Mt.)         | 7 Mt.          |
| Vereinigte Staaten (Billboard) | 3 (37 Wo.)        | 37 Wo.         |
| Vereinigtes Königreich (OCC)   | 4 (21 Wo.)        | 21 Wo.         |

| ChartsJahrescharts (1978) | Platzierung |
| ------------------------- | ----------- |
| Deutschland (GfK)         | 13          |
| Österreich (Ö3)           | 9           |

### Auszeichnungen für Musikverkäufe
| Land/Region                  | Auszeichnungen für Musikverkäufe (Land/Region, Auszeichnung, Verkäufe) | Verkäufe  |
| ---------------------------- | ---------------------------------------------------------------------- | --------- |
| Belgien (BRMA)               | Gold                                                                   | 25.000    |
| Deutschland (BVMI)           | Platin                                                                 | 500.000   |
| Frankreich (SNEP)            | Gold                                                                   | 100.000   |
| Italien (FIMI)               | Gold                                                                   | 25.000    |
| Kanada (MC)                  | 3× Platin                                                              | 300.000   |
| Niederlande (NVPI)           | Platin                                                                 | 100.000   |
| Polen (ZPAV)                 | Platin                                                                 | 20.000    |
| Schweiz (IFPI)               | Platin                                                                 | 50.000    |
| Vereinigte Staaten (RIAA)    | 4× Platin                                                              | 4.000.000 |
| Vereinigtes Königreich (BPI) | Gold                                                                   | 100.000   |
| Insgesamt                    | 4× Gold · 11× Platin ·                                                 | 5.220.000 |

Hauptartikel: Queen (Band)/Auszeichnungen für Musikverkäufe